# Pierre de Belleperche
Pierre II de Belleperche, nato Pierre de Breschard de Villars e latinizzato come Petrus de Bellapertica, in italiano Pietro di Bellapertica (Lucenay-sur-Allier, 1230 circa – Parigi, 17 gennaio 1308), è stato un giurista, politico e vescovo cattolico francese, cancelliere di Francia, guardasigilli e vescovo di Auxerre agli inizi del XIV secolo.

## Biografia
Pierre de Breschard nacque intorno al 1230 nel castello di Villars (Villeneuve-sur-Allier), figlio dei signori del luogo. 
Studiò tra il 1270 e il 1280 sotto il canonico Raoul d'Harcourt a Orléans.
Si fece conoscere per la sua profonda erudizione in diritto civile ed era soprannominato nel suo tempo pater peritorum ("padre degli esperti [del diritto]"). Belleperche fu professore di giurisprudenza all'Università di Orléans per 15 anni e scrisse un glossario sul codice che aumentò la sua reputazione. Fra i suoi discepoli vi fu Cino da Pistoia.
Intorno al 1296 si dimise dal suo incarico di insegnante per diventare clericus regis, a servizio del re. A nome del re e al servizio dell'amministrazione francese, Belleperche intraprese numerosi viaggi in questi anni: visitò l'Alvernia, il Vermandois, Lione, Losanna e Arras. Dal 1299 fu canonico di Bourges, come emissario del re francese al papa, dal 1303 fu anche canonico di Chartres. Dal 1305 fu decano della cattedrale di Parigi. Dal 1306 al 1307 fu cancelliere di Francia.
Fece costruire sulle sue terre il castello di Villeneuve, che divenne verso il 1661 un bene reale.
Papa Clemente V lo nominò vescovo di Auxerre nel 1306 su richiesta del re Filippo il Bello; tuttavia egli visse poco nel suo vescovato e morì a Parigi meno di due anni dopo. 
È sepolto nel coro della Cattedrale di Notre-Dame. Con il suo testamento del 1307 istituì nella cappella della sua casa a Villeneuve, una collegiata per 8 canonici, alla quale il re Filippo il Bello concesse le lettere patenti.

## Stemma
Lo stemma era: d'argento, al leone di sabbia. 

## Opere

Quaestiones et decisiones aureae, singulares et penitus divinae, 1607

- (LA) In libros Institutionum commentarii, Lugduni, apud haeredes Simonis Vincentii, 1536.
- (LA) Quaestiones et decisiones aureae, singulares et penitus divinae, Basileae, sumptibus Ludovici Regis, 1607.